# (39664) 1995 WW4
1995 دابليو دابليو 4 (ويعرف أيضًا باسم (39664) 1995 دابليو دابليو 4 وفق تسمية الكوكب الصغير) (بالإنجليزية: 1995 WW4)‏ هو كويكب ضمن حزام الكويكبات؛ وترتيبه 39664 من حيث الاكتشاف.
اكتُشف هذا الجُرم الفلكي بواسطة Tsuneo Niijima ‏ في 20 نوفمبر 1995.

## وصلات خارجية
- (39664) 1995 WW4 في قاعدة بيانات مختبر الدفع النفاث لأجرام النظام الشمسي الصغيرة

- الاكتشاف · مخطط المدار ·  العناصر المدارية · المعلمات المادية

- (39664) 1995 WW4 على موقع ويكي سكاي: DSS2, SDSS, GALEX, IRAS, Hydrogen α, X-Ray, Astrophoto, Sky Map, Articles and images